# اچ‌ام‌اس کلوزئوس (۱۷۸۷)
اچ‌ام‌اس کلوزئوس (۱۷۸۷) (به انگلیسی: HMS Colossus (1787)) یک کشتی بود که طول آن ۱۷۲ فوت ۳ اینچ (۵۲٫۵۰ متر) بود. این کشتی در سال ۱۷۸۷ ساخته شد.